# Simfonia núm. 3 (Szymanowski)
La Simfonia núm. 3, op. 27, La cançó de la nit (en polonès Pieśń o nocy), per a tenor, cor mixt i orquestra, fou composta per Karol Szymanowski durant el període 1914-1916, amb textos del poeta persa Rumi, i estrenada per l'Orquestra Simfònica de Londres dirigida per Albert Coates el 26 de novembre de 1921 a Varsòvia.
La simfonia conté tres moviments no numerats i no hi ha cap trencament entre el primer i el segon moviments:
- Moderato assai (attacca)
- Vivace Scherzando
- Largo

## Creació i estrena
Karol Szymanowski va passar unes vacances a Sicília i Algèria el març de 1914. Des del maig de 1914 es va quedar a París, on va ser testimoni de l'esclat de la Primera Guerra Mundial a l'agost. Després va tornar a la finca de la seva família a Timòixivka (aleshores rus i ara ucraïnès) i va començar a compondre la seva 3a simfonia a l'hivern. La va completar l'estiu de 1916. Una estrena prevista per al 1916 a Sant Petersburg sota la direcció Aleksandr Ziloti va haver de ser cancel·lada a causa de la guerra. Va tenir lloc el dia 24 d'octubre de 1921 a Londres amb la London Symphony Orchestra dirigida per Albert Coates. Tanmateix, l'actuació de Coates havia eliminat el solo de tenor i el cor; l'actuació completa amb totes les forces previstes no va tenir lloc fins al dia 3 de febrer de 1928 a Lviv, encara que amb la soprano solista (en comptes d'un tenor solista sol·licitat pel compositor) Stanisława Korwin-Szymanowska i cor i orquestra sota la direcció d'Adam Sołtys. Altres actuacions van seguir el mateix any a Buenos Aires sota Grzegorz Fitelberg i a Nova York sota Leopold Stokowski.
Segons altres informacions, l'estrena va tenir lloc el 1921 sota la direcció d'Emil Młynarski a Varsòvia, o una primera actuació completa el 1922 a Boston.
La primera edició es va fer per Universal Edition a Viena el 1925.

## Instrumentació
La partitura preveu els instruments següents: piccolo, 3 flautes, 3 oboès, trompa anglesa, 3 clarinets en Sib, clarinet en Mib, clarinet baix, 3 fagots, contrafagot, 6 trompetes, 4 trompetes, 4 trombons, tuba, percussió (timbals, bombo, plats, tam-tam, triangle, bombo, pandereta, glockenspiel), 2 arpes, piano, celesta, orgue i cordes. També hi ha tenor solista i cor mixt (ad libitum).
L'actuació dura entre 23 i 25 minuts.

## Anàlisi musical
En el moment de compondre la Tercera Simfonia, Szymanowski s'havia alliberat de les influències de la música alemanya (Max Reger, Richard Strauss, Richard Wagner), que abans s'havien sentit amb força en la seva música. També sota la impressió d'estades a la regió mediterrània i a París, va recórrer a l'impressionisme, d'una banda, però també se sentia atret per la cultura islàmica. La Tercera Simfonia fa referència a un poema del Diwan del místic i poeta persa Jalal ad-Din ar-Rumi (1207-1273) en versió polonesa de Tadeusz Miciński, que també va donar a l'obra el seu subtítol "La cançó de la nit" (a l'original polonès "Pieśń o nocy"). L'estat d'ànim del poema místic-panteista, que glorifica l'atmosfera misteriosa de la nit, també determina el curs de la simfonia d'un sol moviment, però de tres parts.
La característica de l'obra és una harmonia que es troba en gran part fora de la tonalitat major-menor, que recorda els difunts Alexander Skriabin o Claude Debussy, però permet progressions melòdiques espaioses que són en part melismàtiques-orientalitzants. A més, hi ha una polifonia complexa amb simultaneïtat freqüent de diferents mètriques i ritmes així com timbres impressionistes. El company de compositor Sorabji va declarar la impressió general: “[. . . ] Tota la partitura brilla amb colors com un quadre persa o una catifa de seda. [. . . ]”
La primera part, marcada com Moderato assai, comença pianissimo amb un acord de to sencer per sobre del pedal en do. En el tercer compàs entren els primers violins amb un tema cada cop més dominant, que punteja l'entrada del tenor solista amb els versos inicials del poema: 'No dormis, company, aquesta nit! Tu ets l'esperit, nosaltres som els malalts aquesta nit.” La segona part, Vivace, scherzando, que segueix l'attaca, és interpretada per l'orquestra i aquí només un cor canta sense paraules. El violí sol té un paper important amb un tema de ball. A la tercera part, Largo, separada per una pausa, reapareix el tenor solista amb les paraules "Que tranquil que està, tot dorm". La música condueix a un clímax en Maestoso amb diversos augments, abans que la simfonia es tanqui en piano quàdruple, ampliant el material temàtic.